# Uhrovské Podhradie
Uhrovské Podhradie es un municipio del distrito de Bánovce nad Bebravou en la región de Trenčín, Eslovaquia, con una población estimada a final del año 2024 de 43 habitantes.
Se encuentra ubicado en el centro-sur de la región, cerca del río Bebrava (cuenca hidrográfica del río Danubio) y de la frontera con la región de Nitra.

## Demografía
| Año        | 1994 | 2004     | 2014     | 2024   |
| ---------- | ---- | -------- | -------- | ------ |
| Población  | 66   | 46       | 40       | 43     |
| Diferencia |      | −30,30 % | −13,04 % | +7,5 % |

| Año        | 2023 | 2024    |
| ---------- | ---- | ------- |
| Población  | 42   | 43      |
| Diferencia |      | +2,38 % |